# Valdiviomyia
Valdiviomyia là một chi ruồi trong họ Syrphidae.